# Parcs nationaux de Tunisie

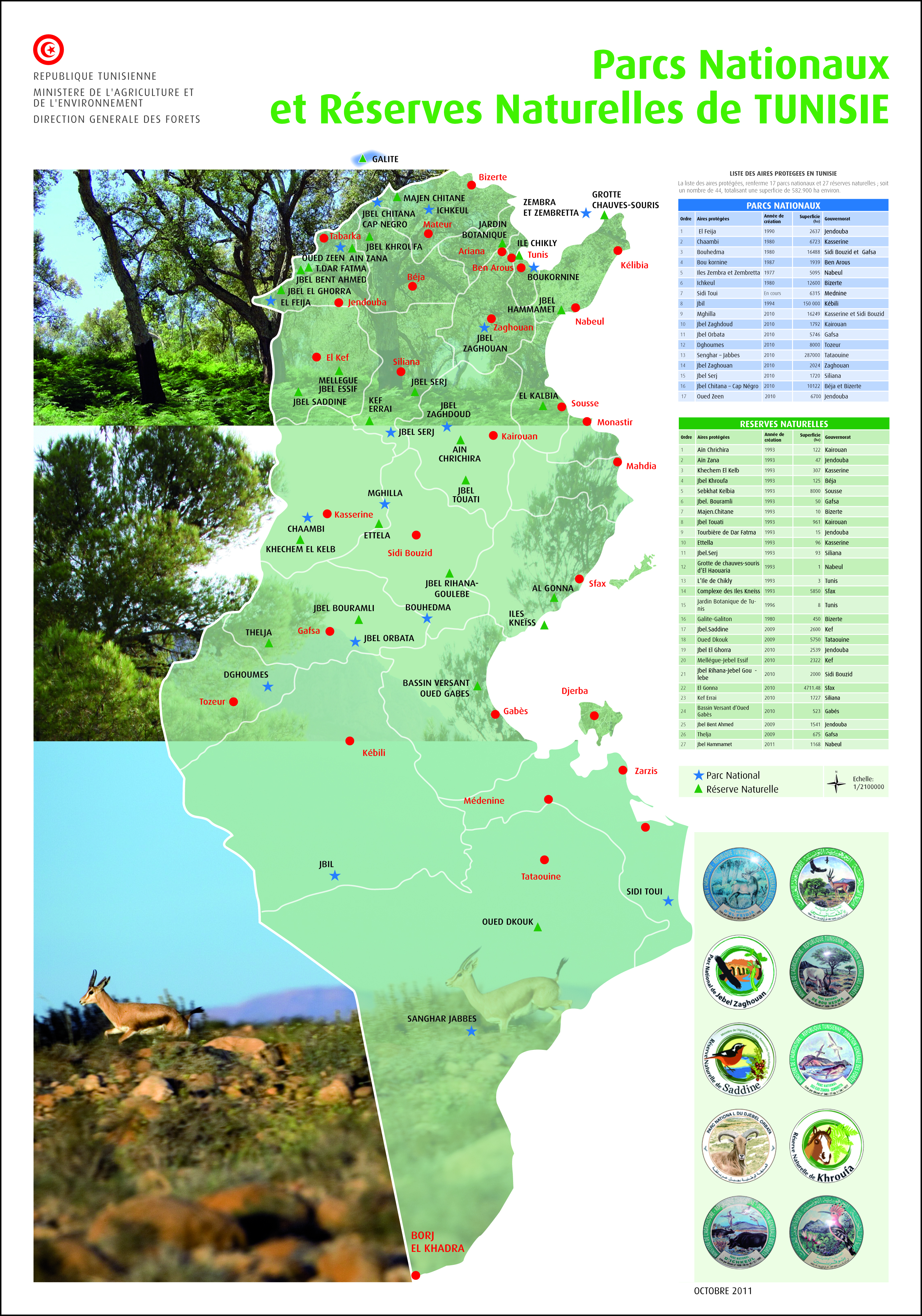
Liste des parcs nationaux et réserves naturelles de Tunisie en 2011.

Les parcs nationaux de Tunisie sont au nombre de 17 en 2015.
Chaque parc national est spécifique par sa situation géographique, sa faune et sa flore, sa diversité biologique et son histoire.
C'est le code forestier promulgué en 1966 et refondu en 1988 qui constitue l'outil juridique de base en matière de conservation du milieu naturel en Tunisie et de création des parcs nationaux. L'accès aux parcs est soumis à une autorisation préalable. La demande doit être effectuée auprès de la Direction générale des forêts ou du commissariat régional concerné.
Le plus connu des parcs nationaux, celui de l'Ichkeul, est classé au patrimoine mondial de l'Unesco depuis 1980.

## Liste
| Image | Parc                                          | Année de création | Superficie (ha) | Gouvernorat              |
| ----- | --------------------------------------------- | ----------------- | --------------- | ------------------------ |
|       | Parc national de Bouhedma                     | 1980              | 16 448          | Gafsa et Sidi Bouzid     |
|       | Parc national de Boukornine                   | 1987              | 1 939           | Ben Arous                |
|       | Parc national de Chambi                       | 1980              | 6 723           | Kasserine                |
|       | Parc national de Dghoumès                     | 2010              | 8 000           | Tozeur                   |
|       | Parc national d'El Feija                      | 1990              | 2 632           | Jendouba                 |
|       | Parc national de l'Ichkeul                    | 1980              | 12 600          | Bizerte                  |
|       | Parc national de Jbil                         | 1994              | 150 000         | Kébili                   |
|       | Parc national de Jebel Chitana-Cap Négro      | 2010              | 10 122          | Béja et Bizerte          |
|       | Parc national de Jebel Mghilla                | 2010              | 16 249          | Kasserine et Sidi Bouzid |
|       | Parc national de Jebel Orbata                 | 2010              | 5 746           | Gafsa                    |
|       | Parc national de Jebel Serj                   | 2010              | 1 720           | Kairouan et Siliana      |
|       | Parc national de Jebel Zaghdoud               | 2010              | 1 792           | Kairouan                 |
|       | Parc national de Jebel Zaghouan               | 2010              | 2 040           | Zaghouan                 |
|       | Parc national de Oued Zen                     | 2010              | 6 700           | Jendouba                 |
|       | Parc national de Senghar-Jabess               | 2010              | 287 000         | Tataouine                |
|       | Parc national de Sidi Toui                    | 1991              | 6 315           | Médenine                 |
|       | Parc national des îles de Zembra et Zembretta | 1977              | 5 095           | Nabeul                   |

- Parc faisant partie d'une réserve de biosphère de l'Unesco